# Hüseyin Özkan
Hüseyin Özkan (* 20. Januar 1972 in Argun, Tschetschenien, Sowjetunion als Chasei Bisultanow) ist ein ehemaliger türkischer Judoka, der in der Sowjetunion aufwuchs und ab Mitte 1993 für die Türkei antrat. Özkan kämpfte bis 1995 im Superleichtgewicht (bis 60 kg) und ab 1996 im Halbleichtgewicht (bis 66 kg).
Der 1,65 m große Judoka gewann 1991 für die Sowjetunion bei den Junioren-Europameisterschaften. 1992 wurde er russischer Landesmeister. Bei den Europameisterschaften 1993 unterlag er im Finale gegen Nazim Hüseynov aus Aserbaidschan. Seinen Einstand in der türkischen Mannschaft gab Özkan bei den Mannschaftseuropameisterschaften 1993 in Frankfurt, die türkische Mannschaft belegte den dritten Platz. 1994 und 1996 siegte er beim Weltcup-Turnier in Sofia, aber erst 1997 erkämpfte er seine erste Einzelmedaille für die Türkei, als er den Titel bei den Europameisterschaften in Ostende gewann. 1999 gewann er die Bronzemedaille bei den Europameisterschaften in Bratislava. Bei den Weltmeisterschaften 1999 in Birmingham erhielt er die Silbermedaille hinter dem Franzosen Larbi Benboudaoud. Özkan und Benboudaoud standen sich auch im Finale der Olympischen Spiele 2000 in Sydney gegenüber, Özkan siegte vorzeitig durch Ippon und wurde dadurch zum bislang einzigen türkischen Judo-Olympiasieger. (Stand 2018)
Nach einem Jahr Wettkampfpause kehrte Özkan 2002 auf die Matte zurück, 2003 gewann er bei den Europameisterschaften die Bronzemedaille. 2004 siegte er bei den Balkanmeisterschaften und 2005 erkämpfte er den türkischen Meistertitel. Nach der Saison 2005 beendete er seine sportliche Karriere auf der Matte, als Cheftrainer der türkischen Judoka kehrte er am Mattenrand zurück zu den Turnieren.